# Болечик
Болечи́к (укр. Болечік, крымскотат. Böleçik, Болечик) — исчезнувшее село в Сакском районе Республики Крым (согласно административно-территориальному делению Украины — Автономной Республики Крым), располагавшийся на северо-западе района, в степной зоне Крыма. Находилось примерно в 4 км к западу от современного села Наумовка.

### Динамика численности населения
| - 1806 год — 79 чел. - 1864 год — 16 чел. - 1889 год — 109 чел. - 1892 год — 27 чел. | - 1900 год — 54 чел. - 1915 год — 7/37 чел. - 1926 год — 51 чел. - 1939 год — 74 чел. |

## История
Первое документальное упоминание села встречается в Камеральном Описании Крыма… 1784 года, судя по которому, в последний период Крымского ханства Болчак входил в Каракуртский кадылык Бахчисарайского каймаканства.
После присоединения Крыма к России (8) 19 апреля 1783 года, (8) 19 февраля 1784 года, именным указом Екатерины II сенату, на территории бывшего Крымского Ханства была образована Таврическая область и деревня была приписана к Евпаторийскому уезду. После Павловских реформ, с 1796 по 1802 год, входила в Акмечетский уезд Новороссийской губернии. По новому административному делению, после создания 8 (20) октября 1802 года Таврической губернии, Болечик был включён в состав Урчукской волости Евпаторийского уезда.
По Ведомости о волостях и селениях, в Евпаторийском уезде с показанием числа дворов и душ… от 19 апреля 1806 года в деревне Болечик числилось 13 дворов и 79 крымских татар. На военно-топографической карте генерал-майора Мухина 1817 года деревня Болечик обозначена с 15 дворами. После реформы волостного деления 1829 года Болечик, согласно «Ведомости о казённых волостях Таврической губернии 1829 года», остался в составе Урчукской волости. На карте 1836 года в деревне 15 дворов. Затем, видимо, вследствие эмиграции крымских татар в Турцию, деревня заметно опустела и на карте 1842 года Болечик обозначен условным знаком «малая деревня», то есть, менее 5 дворов.
В 1860-х годах, после земской реформы Александра II, деревню приписали к Чотайской волости. В «Списке населённых мест Таврической губернии по сведениям 1864 года», составленном по результатам VIII ревизии 1864 года, Болечик — владельческая татарская деревня, с 5 дворами, 16 жителями и мечетью при колодцах. По обследованиям профессора А. Н. Козловского 1867 года, вода в колодцах деревни была «хорошая, пресная», а их глубина достигала 8—10 саженей (17—21 м). На трехверстовой карте Шуберта 1865—1876 года в деревне обозначено 6 дворов. В «Памятной книге Таврической губернии 1889 года», по результатам Х ревизии 1887 года, в деревне Болечик числилось 18 дворов и 109 жителей. Согласно «…Памятной книжке Таврической губернии на 1892 год», в деревне Болечик, входившей в Джолчакский участок, было 27 жителей в 3 домохозяйствах.
Земская реформа 1890-х годов в Евпаторийском уезде прошла после 1892 года, в результате Болечик приписали к Сакской волости. По «…Памятной книжке Таврической губернии на 1900 год» в деревне числилось 54 жителя в 14 дворах. По Статистическому справочнику Таврической губернии. Ч.II-я. Статистический очерк, выпуск пятый Евпаторийский уезд, 1915 год, в деревне Болечик Сакской волости Евпаторийского уезда числилось 9 дворов (1 двор с землёй, 8 — безземельные) с татарскими жителями в количестве 7 человек приписного населения и 37 — «постороннего», из которых 20 мужчин и 24 женщины. Жители владели 600 десятинами удобной земли. В хозяйствах имелось 37 лошадей, 20 волов, 10 коров и 250 голов мелкого скота. Также записано имение Болечик (Фота) — 1 двор, без приписного населения, но с 12 — «постороннего» (по энциклопедическому словарю Немцы России — хутор с 12 жителями). Согласно списку 1915 года «…русских подданных из австрийских, венгерских или германских выходцев» землевладельцев, опубликованном в газете «Таврические губернские ведомости» в апреле 1915 года, при деревне Болечик значился крымский немец Фот Вильгельм Юлиусович,, имевший 754 десятины земли.
После установления в Крыму Советской власти, по постановлению Крымревкома от 8 января 1921 года № 206 «Об изменении административных границ» была упразднена волостная система и село вошло в состав Евпаторийского района Евпаторийского уезда, а в 1922 году уезды получили название округов. 11 октября 1923 года, согласно постановлению ВЦИК, в административное деление Крымской АССР были внесены изменения, в результате которых округа были отменены и произошло укрупнение районов — территорию округа включили в Евпаторийский район. Согласно Списку населённых пунктов Крымской АССР по Всесоюзной переписи 17 декабря 1926 года, в селе Болечик, Башмакского сельсовета Евпаторийского района, числилось 12 дворов, все крестьянские, население составляло 51 человек, все татары. Постановлением президиума КрымЦИК от 26 января 1935 года «Об образовании новой административной территориальной сети Крымской АССР» был создан Сакский район село включили в его состав. Болечик встречается на километровой карте Генштаба Красной армии 1941 года и на двухкилометровке РККА 1942 года. По данным всесоюзная перепись населения 1939 года в селе проживало 74 человека.
В 1944 году, после освобождения Крыма от фашистов, согласно Постановлению ГКО № 5859 от 11 мая 1944 года, 18 мая крымские татары были депортированы в Среднюю Азию. Видимо, опустевшее после войны и депортации село не возрождали.

## Болечик Фота
Немецкий хутор, по данным энциклопедического словаря «Немцы России», существовавший в Сакской волости в начале XX века, с 12 жителями в 1915 году.